# Tragocerus lepidopterus
Tragocerus lepidopterus là một loài bọ cánh cứng trong họ Cerambycidae.